# Kecamatan Kelumpang Hulu
Kecamatan Kelumpang Hulu är ett distrikt i Indonesien.   Det ligger i provinsen Kalimantan Selatan, i den nordvästra delen av landet, 1 100 km öster om huvudstaden Jakarta.